# Пійріссаар
Пійріссаар (ест. Piirissaar) — острів у Тартуській волості повіту Тартумаа Естонії, на межі Чудського і Теплого озера, 15 км від гирла Емайигі (ріки-матері). 
Острів займає площу близько 7.8 км², що робить його дванадцятим найбільшим островом Естонії. Це найбільший острів Чудського озера.
До адміністративної реформи 2017 острів був окремим (найменшим в Естонії за площею та населенням) муніципалітетом (волостю) Пійріссааре. Після адміністративної реформи острів є частиною муніципалітету Тарту.
Заняття населення - вилов риби та вирощування цибулі.

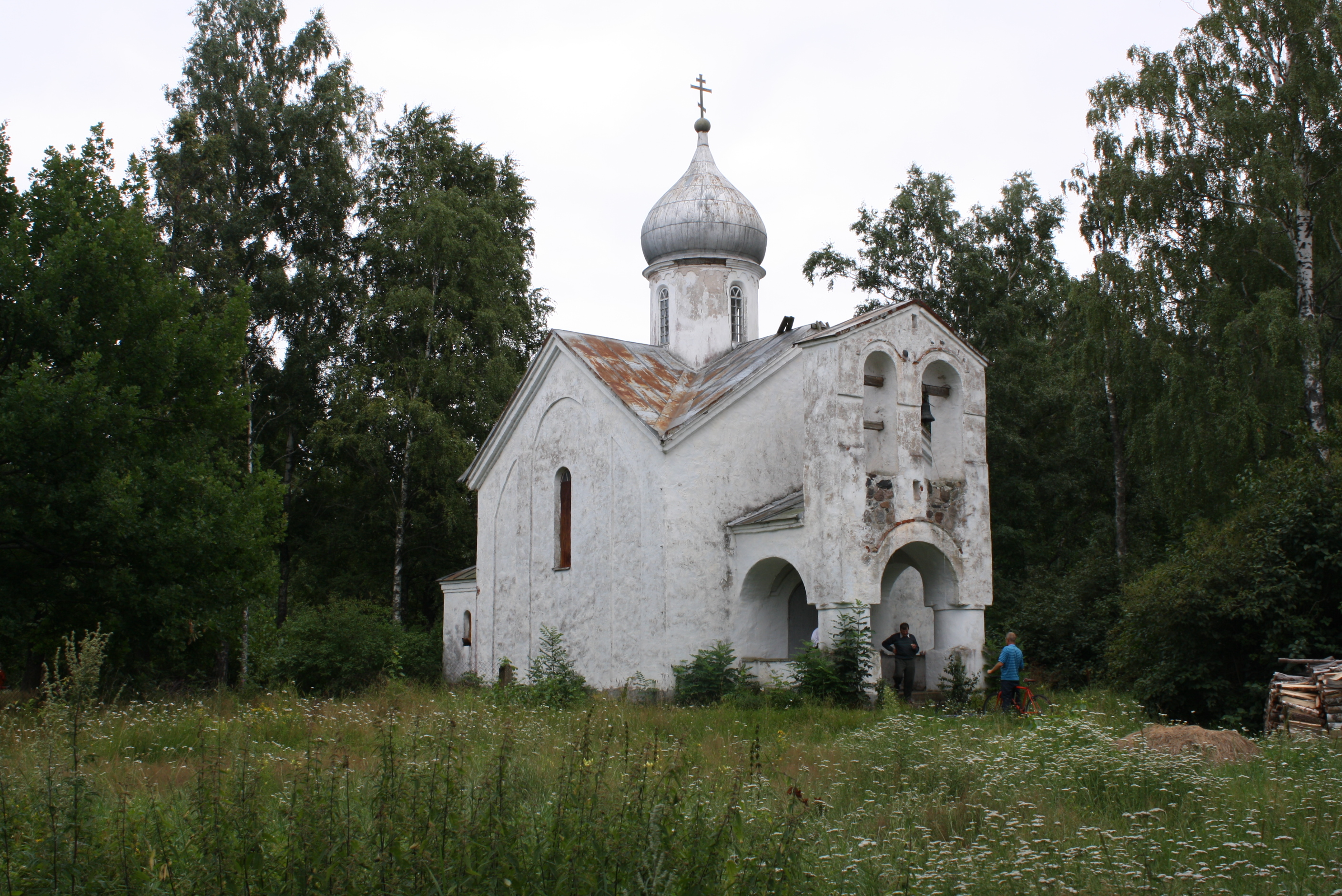
Церква Петра і Павла в Тооні (2009)

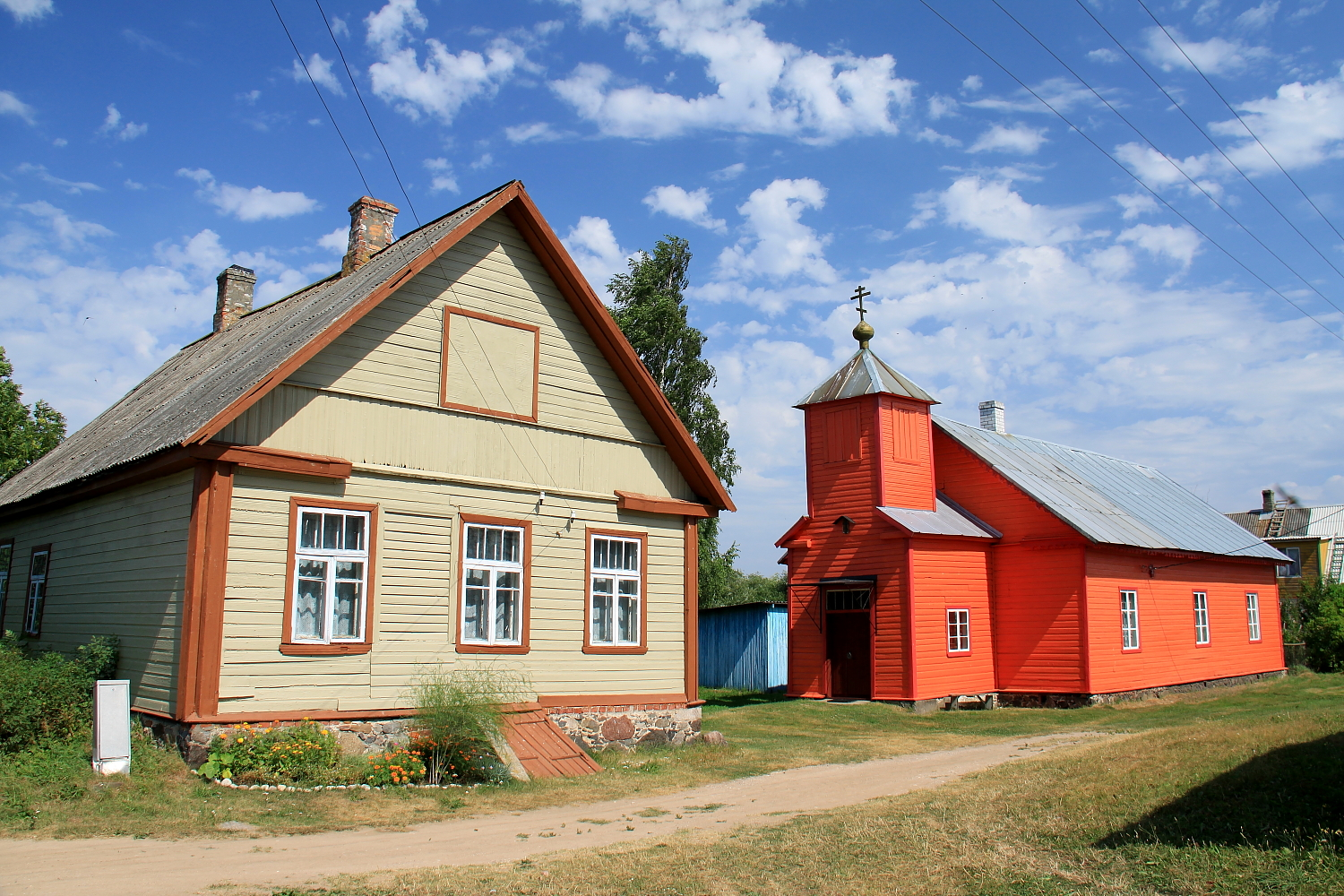
Храм старовірів в Сааре (2010, згорів у 2016) - справа

До архітектурних пам'яток острова належить церква Петра і Павла в селі Тооні. Також до пожежі 2016 діяв храм старообрядників в селі Сааре.

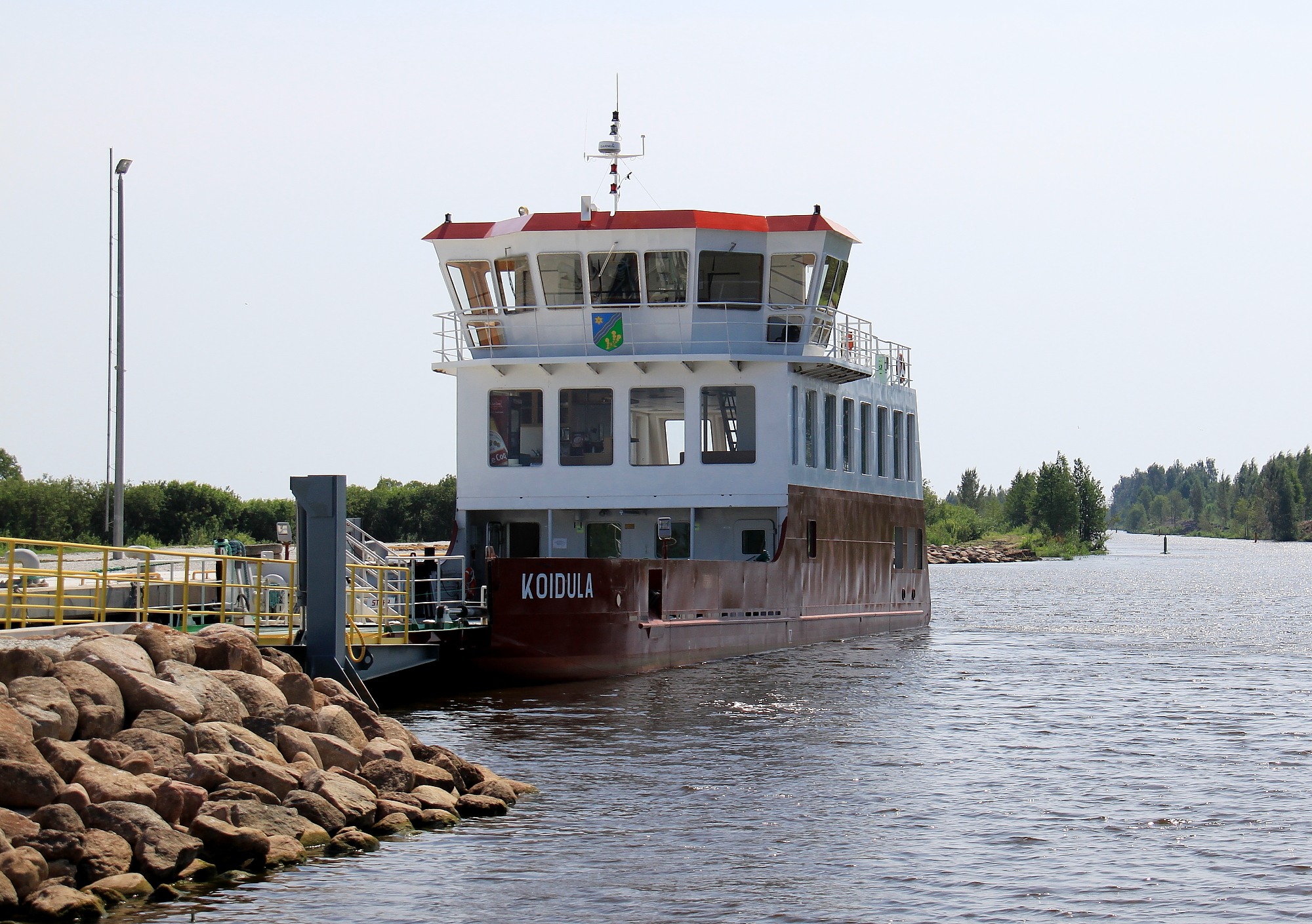
Пором Койдула в гавані села Тооні (2010)

Гавань розташована посеред острова на штучному каналі, що проходить з півночі на південь. На острові є поромне сполучення з портом Лааксааре та Тарту.

## Географія
Острів низинний, його площа поступово зменшується. Висота над середнім рівнем води у Чудському озері - 1-2 метри.
Місцевий ландшафтний заповідник, створений у 1991, багатий на види. На острові багато рідкісних видів земноводних та птахів. Невеликий острів є домом для ссавців: лося, кабана, єнота, бобра, ондатри.
Значна частина острова вкрита торфовими болотами та плавнями. В минулому, коли на острові велось тваринництво, тут були великі луки, які зараз заросли чагарниками.

## Населення
Зараз на острові три села: Пійрі, Сааре і Тооні. Вони розміщені у вищій північно-східній частині острова з невисокими піщаними кліфами. 
Населення острова в 1920 році становило 700 жителів. У 2006 тут проживало 86 чоловік. Зменшення населення пов'язане з політикою радянської влади.
- 2011 - 53
- 2012 - 55

Населення на 1 січня 2017 становить 99 чол..